# Venator marginatus
Venator marginatus is een spinnensoort in de taxonomische indeling van de wolfspinnen (Lycosidae).
Het dier behoort tot het geslacht Venator. De wetenschappelijke naam van de soort werd voor het eerst geldig gepubliceerd in 1900 door Henry Roughton Hogg.